# 국립극장 (바르샤바)

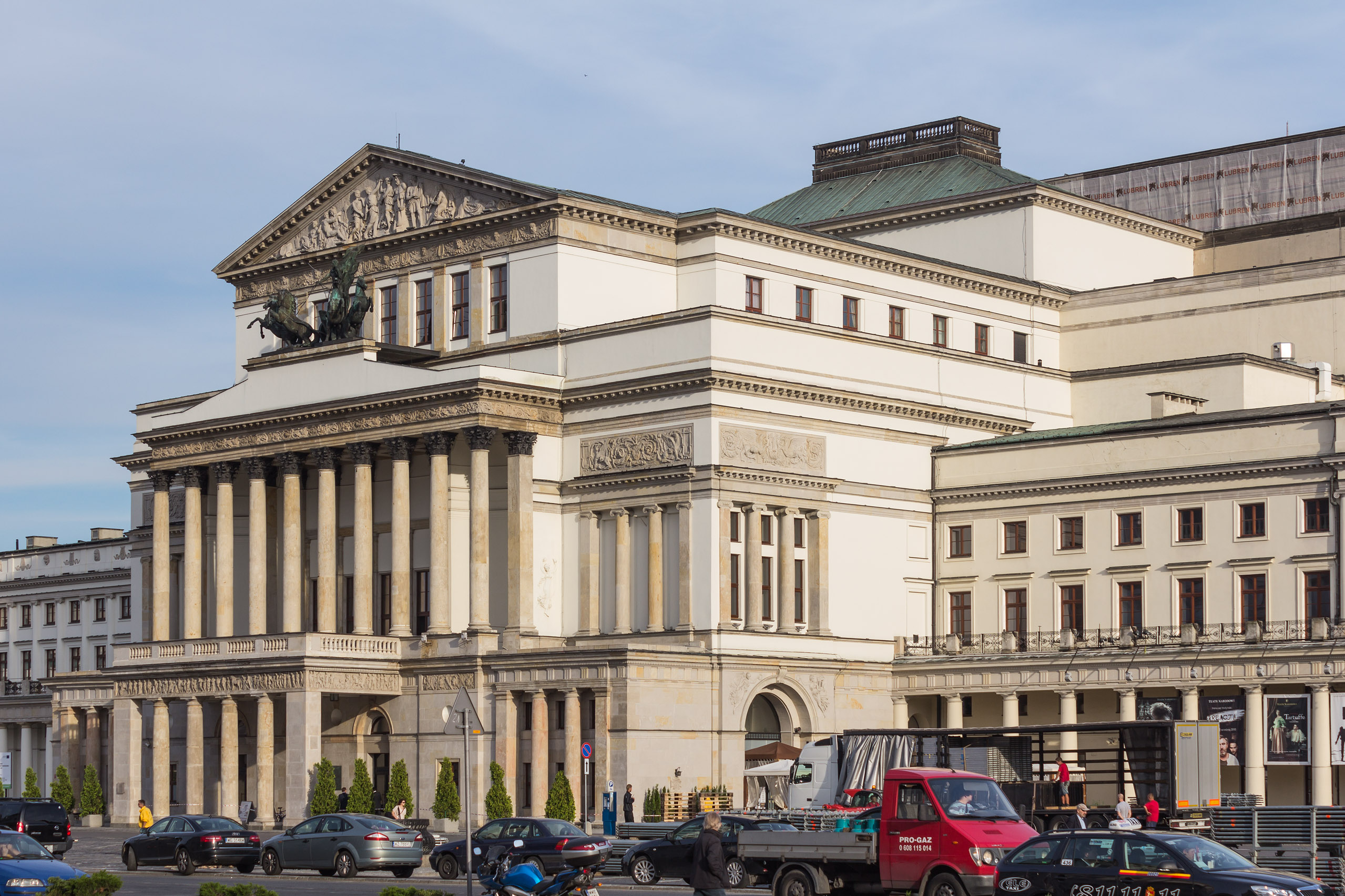
국립극장

국립극장(폴란드어: Teatr Narodowy)은 폴란드 마조프셰주 바르샤바에 있는 극장이다. 폴란드 계몽주의 시대인 1765년에 폴란드 군주 스타니스와프 아우구스트 포니아토프스키가 설립하였다.